# Susan Island
Susan Island är en ö i Kanada.   Den ligger i Regional District of Kitimat-Stikine och provinsen British Columbia, i den sydvästra delen av landet, 3 800 km väster om huvudstaden Ottawa. Arean är 53 kvadratkilometer.
Terrängen på Susan Island är lite kuperad. Öns högsta punkt är 501 meter över havet. Den sträcker sig 9,3 kilometer i nord-sydlig riktning, och 11,8 kilometer i öst-västlig riktning.
I omgivningarna runt Susan Island växer i huvudsak barrskog. Trakten runt Susan Island är nära nog obefolkad, med mindre än två invånare per kvadratkilometer.